# Интервью Владимира Путина Такеру Карлсону
Интервью президента России Владимира Путина американскому политическому обозревателю Такеру Карлсону состоялось 6 февраля 2024 года. Премьера состоялась 8 февраля 2024 года на потоковом сервисе Карлсона Tucker Carlson Network и в социальной сети Твиттер (X). Оно стало первым интервью, которое российский президент дал западному журналисту с начала вторжения России на Украину 24 февраля 2022 года.
Несмотря на обещание острых и каверзных вопросов, Карлсон не спросил Путина о военных преступлениях России в Буче и в Мариуполе и об Алексее Навальном, а Путин вёл обширную речь с использованием альтернативной версии истории России и Украины, включая период СССР и повторил другие свои тезисы. Одним из важных заявлений Владимира Путина был его ответ на вопрос об американском журналисте Эване Гершковиче, который находился в российской тюрьме по обвинению в шпионаже.
На 19 февраля 2024 года твит с видео в соцсети X видело больше 200 млн. На YouTube видео посмотрело свыше 18 млн.

## Предыстория
В августе 2023 года главный редактор RT Маргарита Симоньян отмечала, что Такер Карлсон «очень просит интервью с Путиным». В сентябре Карлсон заявил швейцарскому журналу Die Weltwoche, что ранее «пытался» взять интервью у Путина, но власти США якобы ему этого не позволили.

### Карлсон в российских СМИ
1 февраля 2024 года российские СМИ сообщили, что из Стамбула в Москву прилетел журналист Такер Карлсон. Некоторые издания распространили фотографии телеведущего из аэропорта и Большого театра, куда телеведущий, как утверждается, ходил смотреть балет «Спартак». С тех пор российская пропаганда активно освещала визит Карлсона в Москву, утверждая, что его главная цель — взять интервью у Владимира Путина. Российские провластные СМИ активно освещали атмосферу предстоящего интервью, уделяя внимание передвижению Карлсона по Москве и подчёркивая его статус приезжей знаменитости.
Telegram-канал «Осторожно, новости» подсчитал, что с 29 января российские государственные СМИ более двух тысяч раз упомянули Карлсона в своих заметках, а в последние несколько дней частота упоминаний телеведущего в СМИ выросла в 14 раз. Такер Карлсон был замечен в различных местах, включая отель, выставку «Россия» на ВДНХ и администрацию президента. Ему предложили присоединиться к Союзу журналистов России и посетить шоу комика Павла Воли. Шутки и сатира на тему визита американского журналиста в Россию активно обсуждались в социальных сетях и сатирических каналах. Со ссылкой на западных ультраправых политиков, в том числе из Республиканской партии, российские СМИ писали о предполагаемой панике у Европейского союза и американских демократов из-за возможного интервью.
Карлсон не объяснил цель своего визита в Москву и не сообщал о нём в социальных сетях. РЕН ТВ опубликовал запись разговора, в котором журналист выразил желание посмотреть на Россию и поговорить с людьми. Ссылаясь на свой источник, Bloomberg сообщал, что в Кремле обсуждали возможность интервью Путина Карлсону. Издание Semafor утверждало, что, помимо интервью, Карлсон виделся в Москве с двумя американцами, проживающими в России в изгнании: Эдвардом Сноуденом, обвиняющимся в передаче данных о программах слежки ЦРУ и Агентства национальной безопасности США, и Тарой Рид, которая обвиняет Джо Байдена в домогательствах. Сам Карлсон отрицал факт таких встреч.

### Видеоролик с анонсом
6 февраля 2024 года Такер Карлсон заявил, что подготовка к интервью с Путиным была долгой и рискованной задачей, которую он рассматривал в течение многих месяцев. Он отметил, что сам оплатил поездку в Россию и считает, что большинство американцев недостаточно информировано о конфликте, который «перекраивает мир», и обвинил в этом мейнстримные СМИ. Карлсон утверждал, что западные журналисты часто брали интервью у Владимира Зеленского, назвав это «подхалимскими воодушевляющими сеансами», ориентированными на усиление требований украинского президента по вовлечению США в войну.
В видеоролике, объясняющем решение взять интервью у Путина, Карлсон заявил, что американцы и другие англоговорящие люди «не знают о происходящем на войне между Россией и Украиной» из-за того, что «их СМИ коррумпированы» и «лгут своим читателям и зрителям».
Карлсон заявил, что ни один западный журналист «не утруждался» взять интервью у Владимира Путина, но в действительности ряд западных СМИ неоднократно запрашивал проведение интервью с Путиными, и их запросы были отклонены Кремлём. Пресс-секретарь Кремля Дмитрий Песков подтвердил эти утверждения и отметил, что Карлсону разрешили взять интервью, поскольку его позиция «отличается от остальных».
Такер Карлсон рассказал, что для записи интервью он находился в Кремле пять часов, при этом Владимир Путин опоздал на два часа. Беседа Путина с Карлсоном не менее трёх раз публиковалась в различных видах: сначала цитировались высказывания Путина, затем СМИ уведомили читателей о появлении расшифровки интервью на сайте Кремля, и в итоге опубликовали полную русскоязычную версию. Рано утром 9 февраля ТАСС запустил прямую трансляцию записи интервью.

## Содержание и анализ
Интервью длилось чуть более двух часов. Оно было опубликовано в том числе на сайте Кремля вместе с расшифровкой разговора на русском языке.
Интервью началось с ошибочного заявления Такера Карлсона о том, что Владимир Путин, объявляя о начале вторжения России на Украину 24 февраля 2022 года, заявил о «внезапной атаке», которую могут начать США при поддержке НАТО. В действительности же Путин такого не говорил. Он ответил журналисту: «У нас с вами ток-шоу или у нас серьёзный разговор?».

### Альтернативная версия истории
Путин спросил Карлсона: «У Вас базовое образование историческое, насколько я понимаю, да?». Получив утвердительный ответ, президент сказал: «Тогда я позволю себе — просто 30 секунд или одну минуту — маленькую историческую справку дать». Монолог Путина продлился 23 минуты несмотря на попытки журналиста вмешаться или задать дополнительные вопросы. Впоследствии Карлсон, среди прочего, спрашивал, почему Россия не аннексировала восточную Украину раньше, учитывая наличие у неё ядерного оружия. Путин заметил, что он скоро ответит на этот вопрос, считая свой монолог важным для понимания контекста. Президент также снова напомнил Карлсону о предпочтениях для интервью, сказав, что они договорились вести «серьёзный разговор».
Ряд историков, таких как профессор Роберт Инглиш из Университета Южной Калифорнии, отметил, что Путин в своих высказываниях пытался подчеркнуть свою версию исторических событий, в том числе относительно суверенитета Украины, однако эти тезисы противоречат мнению многих историков и аналитиков, которые неоднократно опровергали такие утверждения.

#### «Основание России»
Владимир Путин отметил, что 862 год является годом «основания Российского государства», упомянув норманнскую теорию происхождения государственности, согласно которой, князь Рюрик был приглашён править Новгородом, что, по мнению Путина, привело к формированию современного русского народа и было началом становления «централизованного» государства. Он противопоставил возникновение российской государственности в IX веке якобы «изобретению» Украины в XX веке. Историк Сергей Радченко из Школы перспективных международных исследований Джонса Хопкинса называет это заявление не соответствующим действительности, отмечая несостоятельность утверждения Путина, что Россия начала формироваться как государство в IX веке: подобным образом можно утверждать, что и Украина имеет свои исторические корни в том же временном периоде, с аналогичными доказательствами и историческими документами.
Карлсон дважды говорил, что не понимает, как сказанное относится к войне с Украиной, однако эти реплики журналиста были вырезаны из текстовой расшифровки на сайте Кремля.

#### Украина в XVII веке
Владимир Путин сообщил Карлсону, что в XVII веке, когда Речь Посполитая стала править частями современной Украины, началось использование термина «украинец» для обозначения населения этих территорий, проживавших на окраине государства. По словам Путина, изначально это слово означало «человека, проживающего на окраине». Почётный профессор Лондонской школы экономики Анита Празмовска отмечает, что национальное самосознание у украинцев формировалось позднее, чем у других народов Центральной Европы, но украинцы уже существовали на территории в указанный период. По мнению профессора Мичиганского университета Рональда Суни, хотя русские, украинцы и белорусы могут иметь общие корни, «с течением времени они превратились в различные народы».
Путин заявил, что украинские южные и восточные районы «не имели исторических связей с Украиной». Отвоёванные в XVII веке у Османской империи Екатериной II территории, по словам президента, фактически принадлежали Российской империи. Для их описания Путин использует термин «Новороссия», происходящий из XVIII века. Как указал Рональд Суни, жители этих земель в момент их завоевания Россией не были ни русскими, ни украинцами, а скорее османами, татарами или казаками, однако утверждение о том, что эти земли в действительности являются российскими, соответствует интересам Путина, так как это именно те районы, которые Россия стремится вернуть себе во время длительной войны с Украиной.

#### «Искусственное государство»
Владимир Путин впоследствии утверждал, что Украина — искусственное государство, сформированное по воле Иосифа Сталина и Владимира Ленина в результате присоединения Западной Украины к Украинской ССР и присоединения части земель Бессарабии и Северной Буковины к Украинской ССР без каких-либо исторических предпосылок. Профессор Сергей Радченко согласился с Путиным в некоторой степени, отмечая, что советское руководство устанавливало границы советских республик аналогично западным колониальным державам в Африке, что, однако, не означает отсутствия украинской идентичности. Историк опроверг утверждения Путина о том, что Украина не является настоящим государством, указывая на то, что любая страна формируется в результате исторических процессов. Он отметил, что Россия, так же, как и Украина, формировалась через исторические решения, такие как колонизация Сибири. По мнению Федченко и «Русской службы „Голоса Америки“», по логике Путина, Россию тоже можно считать таким же искусственным государством.
Издание The Insider отметило, что утверждение Владимира Путина о создании Украины Советским Союзом с 1922 года не соответствует действительности, так как в 1917 году Центральная рада в Киеве провозгласила автономию Украины в составе России в качестве Украинской Народной Республики, а в феврале 1918 года свою автономию провозгласила Донецко-Криворожская республика, которая через месяц вошла в состав Украинской народной республики Советов.

### Оправдание вторжения нацистской Германии в Польшу
Путин заявил, что Польша «вынудила» Адольфа Гитлера вторгнуться в страну в начале Второй мировой войны, так как, по его словам, Польша «оказалась несговорчивой» и не согласилась на требование Гитлера отдать Германии Данцигский коридор.
По мнению профессора Аниты Празмовской, представление Владимира Путина об истории является ошибочным. Она указывает на то, что, хотя дипломатические контакты между Польшей и нацистской Германией, такие как пакт о ненападении 1934 года, действительно были, Путин перепутал их с сотрудничеством. Она отвергает обвинения в сотрудничестве Польши с нацистской Германией, называя их «абсурдом». По её мнению, эти контакты не могут быть трактованы как сотрудничество с нацистами. При этом в 1939 году Советский Союз подписал с нацистской Германией договор о ненападении, известный как «пакт Молотова — Риббентропа».
Издание The Insider указало на то, что данная территория была передана Польше в 1918 году по Версальскому мирному договору, при этом город Данциг, большинство населения которого составляли немцы, не вошёл в состав Польши, а находился под протекторатом Лиги Наций и состоял с Польшей в таможенном союзе; территории, вошедшие в состав Польши, имели преимущественно польское население. По мнению издания, заявление Путина о праве Гитлера на вторжение является оправданием последнего, и могло бы быть расценено как реабилитация нацизма по статье 354.1 УК РФ.

### Оправдание вторжения на Украину
Во время интервью с Такером Карлсоном президент России повторил основные нарративы российской антиукраинской пропаганды. Он в очередной раз обвинил Украину и страны Запада в том, что Россия вторглась в Украину в 2022 году. Также российский президент оправдывал российское нападение на Украину мифом о едином народе, утверждая, что украинцы до сих пор «ощущают себя русскими». Он призвал США пересмотреть свою позицию и подтвердил готовность России к диалогу.

### НАТО
Владимир Путин отметил, что в начале 2000-х годов, став президентом, он стремился наладить отношения с Западом и даже обратился к президенту Клинтону с вопросом о возможности для России вступить в НАТО. По словам Путина, ответ был отрицательным. В своей реплике он также выразил разочарование по поводу того, что обещание о нерасширении НАТО на восток было нарушено: имело место пять волн расширения НАТО.
Российский президент вновь повторил свои старые утверждения, что причинами враждебных отношений между Россией и Западом являются расширение НАТО на восток и возможность вступления Украины в НАТО. Триггерами, спровоцировавшими эту войну, по его утверждению, выступили «госпереворот в Киеве» в 2014 году, за которым, по его словам, стояло ЦРУ, а также отказ Украины выполнять Минские соглашения.
Заявление Путина о Евромайдане противоречит тому, что соглашение об урегулировании политического кризиса было подписано действовавшей на тот момент властью, оппозиционными лидерами и рядом представителей европейских государств, а отказались выполнять соглашение сами протестующие, требуя немедленной отставки президента — вместо объявления отставки Виктор Янукович бежал из Киева. The Insider отмечал, что позиция США, по версии Путина, в таком случае должна была за несколько часов смениться с умиротворяющей до радикально бескомпромиссной, тогда как логичнее предположить, что украинским оппозиционным политикам и западным представителям не удалось совладать с революционным настроем протестующих.
Владимир Путин также заявил, что был готов вернуть Украине контроль над территориями Луганской и Донецкой областей, захваченными подконтрольными России ДНР и ЛНР. Он заявил, что рассчитывал на постепенное возвращение региона в Украину, но обвинил Киев в желании решить вопрос с помощью военных. Путин вновь повторил свои утверждения, что войну начала не Россия, а Украина, «восемь лет бомбив Донбасс», однако в действительности война в Донбассе была развязана российской стороной и началась с захвата пророссийскими сепаратистами административных зданий в Харькове, Донецке и Луганске 7 апреля 2014 года, а первый авиаудар по Донецку Украина нанесла 26 мая 2014 года — к этому моменту Россия уже захватила и аннексировала Крым, а также начала обеспечивать военными ресурсами сепаратистов в Донецке и Луганске.
Путин заявил о том, что мирные переговоры после полномасштабного вторжения России достигли очень высокого уровня согласования позиций обеих сторон и были практически завершены, что подписанию Стамбульских соглашений мешали действия США и премьер-министра Великобритании Бориса Джонсона, о чём якобы сказал публично Давид Арахамия. Однако Путин солгал, так как Давид Арахамия заявил, что украинская сторона никогда не парафировала документ и что Украина самостоятельно отказалась от подписания, несмотря на то, что россияне «до последнего надеялись, что они нас дожмут до подписания такого соглашения», объяснив отказ от подписания отсутствием доверия к России. При этом Борис Джонсон ничего не требовал от Украины, заявив что Великобритания не подпишет общий документ с Путиным.
Владимир Путин обвинил США в нарушении договорённостей о «Северном потоке», не предоставив никаких доказательств участия США в диверсии на «Северных потоках» в 2022 году. Западные СМИ ранее публиковали расследования, согласно которым взрывы организовала Украина. По данным The Washington Post и Der Spiegel, США выступали против проведения такой операции.
Он описал отношения между Россией, Украиной и Западом цитатой поэта Михаила Лермонтова: «Всё это было бы смешно, если бы не было так грустно». Путин выразил уверенность в том, что, несмотря на «бесконечную мобилизацию на Украине» и внутренние проблемы, в конечном итоге будет достигнуто соглашение. На вопрос, почему он не общается с президентом США Джо Байденом и не принимает решений по Украине, Путин ответил: «Что там решать?». Он призвал прекратить поставки оружия и отметил, что в таком случае война закончится в течение нескольких недель.
В ответ на вопрос Такера Карлсона о возможном нападении России на Польшу Владимир Путин заявил, что такое событие может произойти только в случае агрессии со стороны Польши. Он подчеркнул, что России нет необходимости вмешиваться в дела других стран, в том числе в Польше и Латвии, поскольку у неё там нет своих интересов.

### Эван Гершкович
Когда Карлсон попросил разрешения вернуться в США арестованному в России репортёру Эвану Гершковичу в качестве «жеста доброй воли», российский президент заявил, что его «добрая воля» иссякла, и пожаловался на недостаток взаимных дружеских отношений с Западом. Путин заявил, что Гершкович работал «в интересах американских спецслужб» и «получал секретную информацию на конспиративной основе». По мнению президента, это шпионаж, но он считает, что держать Гершковича в российской тюрьме нецелесообразно и предпочтительнее решить этот вопрос «по каналам спецслужб». Президент рассказал про офицера российских спецслужб Вадима Красикова, приговорённого в Германии к пожизненному заключению за политическое убийство чеченского сепаратиста.
На вопрос Такера «Готовы ли Вы сказать, например, НАТО: поздравляю, вы победили, давайте ситуацию сохраним в том виде, в каком она сейчас», Владимир Путин ответил: «Знаете, это предмет переговоров, которые с нами никто не хочет вести или, точнее сказать, хотят, но не знают как. Знаю, что хотят, — я не только вижу это, но я знаю, что хотят, но никак не могут понять, как это сделать».

## Оценки
Несмотря на обещание неудобных вопросов, Карлсон не спросил Путина о военных преступлениях России в Буче и Мариуполе, не были заданы вопросы о жертвах, потерях, разрушениях, а также о внутренней ситуации в России и давлении на гражданское общество.
После случившейся неделю спустя смерти Алексея Навального, Карлсону припомнили как отсутствие вопросов про оппозицию, так и комплиментарное противопоставление уровня жизни в Москве и США. Сам Карлсон 12 февраля заявил, что о подавлении свободы слова в России, тюремном заключении Навального или предполагаемых политических убийствах «говорят все остальные американские СМИ», но «лидерство требует убийства людей — извините, именно поэтому я не хотел бы быть лидером». После смерти Навального Карлсон в заявлении для газеты «The New-York Times» сказал, что его слова не связаны с отбывавшим тюремное заключение политиком, а сам он считает случившееся с ним «варварским и ужасным».
Многие западные СМИ сделали акцент на высказываниях Путина об арестованном в России журналисте The Wall Street Journal Эване Гершковиче. В частности, об этом написали сама The Wall Street Journal, The New York Times, Politico, CNN, BBC, Associated Press и Financial Times. Другими высказываниями, которые заинтересовали западную прессу (Reuters, Der Spiegel и Le Monde), стали заявления Путина о том, что Россия будет бороться за свои интересы до конца, но не заинтересована в расширении конфликта на территорию Польши и Латвии. Также СМИ, такие как Bloomberg, The Guardian и The Washington Post, цитировали слова Путина о поставках западного оружия Украине.
The Wall Street Journal пишет, что Карлсон опубликовал интервью с Путиным в «переломный момент». Издание напоминает, что миллиарды долларов помощи Украине застряли в конгрессе США из-за внутриполитических разногласий, в то время как российские войска продвигаются вперёд на поле боя, а ВСУ страдают от острой нехватки боеприпасов и вооружений. По мнению газеты, интервью дало шанс укрепить российскому президенту свой авторитет внутри страны, продемонстрировать внутренней аудитории, что его голос слышат на Западе.
Карлсон, считает The New York Times, позволил Путину расширить возможное представление о России как защитнице «традиционных ценностей» и что призывы заключить мирное соглашение по Украине являются его попыткой напрямую обратиться к американским консерваторам, которые выступают против продолжения поддержки Украины. Дмитрий Песков заявил, что Запад будет внимательно анализировать интервью Путина с Карлсоном и что Кремль не согласовывал вопросы заранее, а после выхода интервью администрация президента получила «несколько десятков запросов» об интервью с Путиным от международных СМИ.
Издание Politico назвало Карлсона ещё одним «полезным идиотом», напомнив о репортёре The New York Times Уолтере Дюранти, который брал интервью у Иосифа Сталина в Москве. В такой же риторике выступила бывший госсекретарь Хиллари Клинтон и издание Financial Times.
«Голос Америки» отметил, что Карлсон стал соучастником распространения российской дезинформации и пропаганды, а само интервью представляет собой комбинацию коротких вопросов и длинных бессвязных ответов.
Неподконтрольные государству российские СМИ обратили внимание на ошибки и неточности в интервью Путина, а также на то, как российские пропагандисты освещают это событие. В частности, как отмечали телеканалы «Дождь» и «Настоящее время», российский президент заявил, что отец, а не дед Владимира Зеленского, «воевал с фашистами», хотя он родился в 1947 году, через два года после окончания Второй мировой войны. Впоследствии российские государственные и провластные СМИ заменили в своих публикациях слово «отец» на «дед» в цитате Путина.
Фраза Владимира Путина о том, что Польша спровоцировала Гитлера к началу вторжения, которое привело к Второй мировой войне, также вызвала много вопросов у международных комментаторов. Автор нескольких книг о Путине Мария Гессен и историк Тимоти Снайдер интерпретировали эту реплику как поддержку нацистской Германии со стороны российского президента.

## Реакции
После беседы Такер Карлсон назвал Путина умным человеком и заявил, что отвержение России Западом «глубоко ранило» российского президента. По мнению журналиста, Россия не занимается экспансией, потому что она уже и «так огромна», а «идеологические лжецы, управляющие Госдепом», хотят сделать из Путина Гитлера. Карлсон добавил, что Россия не уступит полуостров Крым ради мирного соглашения с Украиной. По мнению журналиста, российский президент уязвлён тем, что Запад не принял его позицию: «Его глаза сверкали, когда мы говорили о неприятии России Западом, говорили, наверное, больше часа. В любом случае у него нет стройной теории, которую он хотел бы мне рассказать, почему это так». Позднее Карлсон назвал слова Путина о «денацификации» Украины одной из самых глупых вещей, которые он когда-либо слышал, а «называть украинцев нацистами — это по-детски».

### Россия
Российские государственные и провластные СМИ, такие как РИА Новости, ТАСС, «Ведомости», «Коммерсантъ», и «Российская газета», выделили интервью с Путиным на первых страницах. Российская пропаганда стала акцентировать факт большого числа просмотров интервью. Как отмечает «Медуза», «число просмотров под постом в Х не означает числа просмотров видео или даже числа прочтений самого поста». Российские пропагандисты также обратили внимание, что тема Putin вошла в актуальные темы Твиттера. Кроме того, государственные информационные агентства обратили внимание на публикацию Илона Маска, который перепостил интервью и написал, что тоже его смотрит.
Заместитель председателя Совета Безопасности России Дмитрий Медведев заявил, что Путин «максимально тщательно и подробно рассказал западному миру, почему никакой Украины не было, нет и не будет. Такер Карлсон не струсил и не сдулся». Telegram-канал «Рыбарь» посчитал, что беседа произвела «эффект разорвавшейся бомбы». Авторы канала считают, что интервью было спланированным и организованным заранее, отметив «многогранные и неочевидные намёки и отсылки».
14 февраля в интервью российскому государственному телеканалу Владимир Путин заявил о разочаровании тем, что Карлсон не задал «так называемых острых вопросов», поскольку он хотел иметь возможность «резко ответить». По его словам, из-за этого политик не получил «полного удовлетворения от этого интервью».

### США
Бывший конгрессмен и комментатор CNN Адам Кинзингер назвал Такера Карлсона «предателем», тогда как кандидат в президенты США Роберт Кеннеди-младший выразил поддержку его праву на интервью у Владимира Путина. В ответ на вопрос о визите пресс-секретарь Кремля Дмитрий Песков отказался комментировать «передвижения американского журналиста».
По мнению представителя Совета национальной безопасности США Джона Кёрби, интервью Путина Карлсону вряд ли заставит американцев поменять мнение о войне на Украине. Бывший госсекретарь США Хиллари Клинтон раскритиковала на телеканале MSNBC Карлсона, среди прочего, назвав его «полезным идиотом» и «пятой колонной».

### Другие страны и организации
Пресс-секретарь Европейской службы внешних связей Европейского союза Набила Массрали заявила: «Мы не увидели ничего нового в интервью Путина. Он повторил старую ложь, искажения и манипуляции. И продемонстрировал очень враждебное отношение к Западу, что не является чем-то новым».
Бывший президент Монголии Цахиагийн Элбэгдорж на своём Твиттер-канале опубликовал карту Монгольской империи XIII века, заявив: «Не волнуйтесь. Мы мирная и свободная нация».
Китайская «The Global Times», структурное подразделение официального органа Центрального комитета КПК газеты «Жэньминь жибао», отмечала, что «последовавшие со стороны американских политиков и СМИ нападки на Карлсона отражают глубоко укоренившееся в среде американской политической элиты „отрицание России“, равно как и присущие ей предрассудки расового, культурного и силового превосходства, которые служат не только основным вызовом для американо-российских отношений, но и источником геополитического хаоса».